# Bitka pri Pákozdu
Bitka pri Pákozdu ali bitka pri Sukoróju je bila bitka v madžarski revoluciji leta 1848, ki se je zgodila 29. septembra 1848 v trikotniku Pákozd - Sukoró - Pátka med Blatnim jezerom in Budimpešto, Madžarska. Bitka je bila ena od najpomembnejših bitk madžarske revolucije, v kateri je madžarska revolucionarna vojska pod poveljstvom generalpolkovnika Jánosa Móga premagala čete hrvaškega bana Josipa Jelačića.

## Potek

### Ogrska politika Avstrijskega cesarstva leta 1848
Evropske revolucije leta 1848 so vplivale tudi na Avstrijsko cesarstvo. Nacionalistična in liberalna naravnanost po cesarstvu se je spremenila v proteste in včasih nasilne vstaje, tako na ne-nemških območjih cesarstva kot na Dunaju. Sredi teh nemirov je sardinski kralj Karel Albert napadel avstrijske posesti v Italiji, s čimer se je začela prva italijanska vojna za neodvisnost.
Habsburško cesarstvo je bilo sestavljeno iz številnih etničnih skupin, ki so si prizadevale doseči svojo neodvisnost, kar je ogrozilo obstoj cesarstva. Najnevarnejši sta bili revoluciji v Italiji in na Ogrskem, vendar cesarstvo ni imelo dovolj vojaške moči, da bi se spopadlo z obema. Odločilo se je za vojno proti Italijanom in hkrati sprejelo ogrske zahteve, da bi pridobilo nekaj časa. Politika je bila učinkovita, saj je cesarstvo sredi poletja ustavilo vse revolucionarne poskuse, razen italijanskega. Po zmagi Josefa Radetzkega v bitki proti Karlu Albertu pri Custozzi 25. julija 1848 se je Habsburško cesarstvo lahko nato osredotočilo na Madžare.
Poskus Madžarov, da bi dosegli neodvisnost od Habsburškega cesarstva je začel postajati resen. Cesar je ob kronanju prisegel na Ogrsko ustavo, na katero je prisegla tudi cesarska vojska na Ogrskem pod poveljstvom Lázárja Mészárosa in večina avstrijskih vojakov. Batthyányjeva vlada je bila zato zelo previdna, da bi cesarstvu ne dala izgovora za napad na nanjo. 
Cesarstvo je želelo upor izkoristiti kot izgovor za uresničitev svojih načrtov. Etnične manjšine na Ogrskem so nasprotovale politiki ogrske vlade, vendar jih je Battyhányjeva vlada zavrnila. Cesarstvo je izkoristilo priložnost in začelo pošiljati denar, orožje in opremo srbskim upornikom in Jelačićevi vojski, ki je bila pripravljena vdreti na Ogrsko.

### Jelačićev napad
Jelačić je silno nasprotoval madžarski revoluciji. To in njegove vojaške izkušnje so mu pomagale, da je dobil eno glavnih vlog v vojaških načrtih Bailleta von Latourja proti Ogrski.
10. junija je Batthyányjeva vlada cesarju poslala peticijo, da Jelačića razreši z njegovega položaja. Peticija, žal, ni uspela, ker je Jelačić že začel pripravljati napad na Ogrsko in 31. avgusta zasedel Reko.
Ogrska vlada je poskušala vse, da bi preprečila vojaški spopad. Premier Lajos Batthyány in pravosodni minister Ferenc Deák sta se konec avgusta odpravila v avstrijsko prestolnico Dunaj. Želela sta se pogajati s cesarjem, vendar jima ni uspelo, ker ju cesar ni želel sprejeti. Cesar je potrdil Jelačićev naslov hrvaškega bana, kar sta obe strani razumeli kot opozorilo. Batthyány je po vrnitvi priznal neuspeh svoje politike in 11. septembra odstopil. Istega dne je Jelačić s približno 30.000 možmi prešel reko Dravo.
Po prečkanju Drave je Jelačić Madžarom objavil razglas, s katerim jim je dal jasno vedeti, da je prišel na Ogrsko kot vojak Habsburško-Lotharinške dinastije z namenom zatreti nastalo revolucijo. Jelačić je namignil, da njegova pooblastila prihajajo od cesarja, ko so k njemu prišli ogrski častniki, pa tega ni mogel dokazati.
Ádám Teleky, ki je postal novi poveljnik dravske legije, je bil v kočljivem položaju. Njegova prisega na Ogrsko ustavo je pomenila, da ima pravico napasti Jelačića, zaradi strahu pred cesarjevo vojsko pa se je odločil, da se ne vojskuje. Ogrska vojska se je umaknila proti Székesfehérvárju.
Madžarski voditelji so z negodovanjem sprejeli umik svoje vojske. Telekija so po Batthyányjevem nasvetu razrešili z njegovega položaja in zaprosili ogrskega nadvojvodo Štefana, da prevzame poveljstvo ogrske vojske. Nadvojvoda je vojski ukazal, naj utrdi svoje položaje. Jelačića je povabil na sestanek v Balatonszemes, vendar se Jelačić sestanka ni udeležil. Ker je bil nadvojvoda Štefan na višjem položaju kot Jelačić, je Jelačićevo neupoštevanje razlagal kot znak, da deluje kot cesarjeva lutka. Štefan je kasneje ponovno brez uspeha poskusil vzpostaviti stik z Jelačićem in 22. septembra zapustil Ogrsko.
Ogrska vlada je poskušala čim prej okrepiti svojo vojsko. Batthyány je 13. septembra napovedal vstajo v Zadonavju. 22. septembra je Kossuth pozval ogrske vojake v tujini, naj se vrnejo v svojo državo. 24. septembra je odšel na Veliko madžarsko nižino rekrutirat može za ogrsko vojsko. Prizadevanja so bila uspešna: konec septembra se je ob jezeru Velence zbralo okoli 16.000 mož, pripravljenih na boj za Ogrsko. 
28. septembra je imela ogrska vojska v Sukoróju vojni posvet. Móga je na posvetu obljubil, da se bo ogrska vojska borila, če jo bo Jelačić napadel. Spopad se je začel naslednje jutro.

## Bitka
Ogrska vojska pod poveljstvom kapitana Josefa Kollmanna je imela na razpolago naslednje enote:
- desno krilo: generala Josef von Milpökh in Ernő Kiss s 3.000 možmi in eno topovsko baterijo
- sredina in levo krilo: generalmajor Franz Holtsche in podpolkovnik Mihály Répássy z  8.500 možmi in tri četrt topovskih baterij
- rezerva: general Teleki s 4.000 možmi in dvema opovskima baterijama

Cesarjeva politika ni uspela in povzročila Jelačićev poraz. Cesar ni dal neposrednih ukazov, zato je avstrijska vojska ukrepala po svoje. Začel se je spopad med dvema avstrijskima vojskama, v katerem sta obe strani čakali na cesarjeva ukaze. 
Jelačićev načrt je bil uničiti desni bok ogrske vojske in nato kreniti v odločilni čelni napad, v katerem bi lahko uničil vso ogrsko vojsko. Generalmajor Kempen je napadel Madžare s približno 8000 možmi. Guyon se je po kratkem boju umaknil iz Pátke, desno krilo ogrske vojske pa je napad vzdržalo. Ker prvi napad ni bil uspešen, je Kempen poskusil obkoliti ogrsko desno krilo, vendar mu ni uspelo. 
Jelačić je začel napadati sredino in levi bok ogrske vojske, vendar so se vsi napadi končali z ogrsko zmago. Jelačić je po Kempenovem nasvetu odnehal. Topništvo se je borilo do večera, Jelačić pa se je začel umikati in zahteval premirje.

## Posledice
Na splošno je ogrska vojska v spopadu z Jelačićičem zmagala, toda Móga zmage ni obrnil v svojo korist. Umaknil se je v Martonvásár in z Jelačićem sklenil tridnevno premirje. Jelačićeve oskrbovalne poti s Hrvaškega so bile pretrgane, zato se je moral umakniti na Dunaj. Ogrska vojska je 7. oktobra premagala še Jelačićevo rezervo in ujela generala Rotha in Josipa Filipovića.
Čeprav je bila bitka pri Pákozdu ena manjših bitk v madžarski revoluciji, so bile njene posledice zelo pomembne za naslednje boje za neodvisnost. Bitka je zaradi vpliva na politiko in moralo postala ikona ogrske vojske in eden od razlogov za dunajsko vstajo 6. oktobra 1848.
Po bitki se je blokirana hrvaška vojska usmerila proti Avstriji, kjer so od avstrijske vlade prejela nove ukaze, vendar brez obljubljenih okrepitev.
29. september se je kasneje začel praznovati kot "Dan državne obrambe"  (madžarsko Honvédség napja). Leta 1991 je bilo praznovanje prestavljeno na 21. maj. Na ta dan so Madžari leta 1849 po obleganju ponovno osvojili Budim.